# ベン・モーガン
ベン・モーガン（Ben Morgan、1989年2月18日 - ）は、プレミアシップグロスター・ラグビーに所属するラグビーユニオン選手。

## プロフィール
- イングランド・ブリストル出身。
- ポジションはナンバーエイト(No.8)。
- 身長 194cm、体重 117kg
- イングランド代表キャップは31（2020年6月現在）でラグビーワールドカップ2015のイングランド代表に選ばれた[1]。

## 略歴
ルラネリRFC、スカーレッツを経て、2012年、グロスターに加入。